# Кляйнланггайм
Кляйнланггайм (нім. Kleinlangheim) — громада в Німеччині, розташована в землі Баварія. Підпорядковується адміністративному округу Нижня Франконія. Входить до складу району Кітцинген. Складова частина об'єднання громад Гросланггайм.
Площа — 19,09 км2. Населення становить 1670 ос. (станом на 31 грудня 2020).

## Галерея

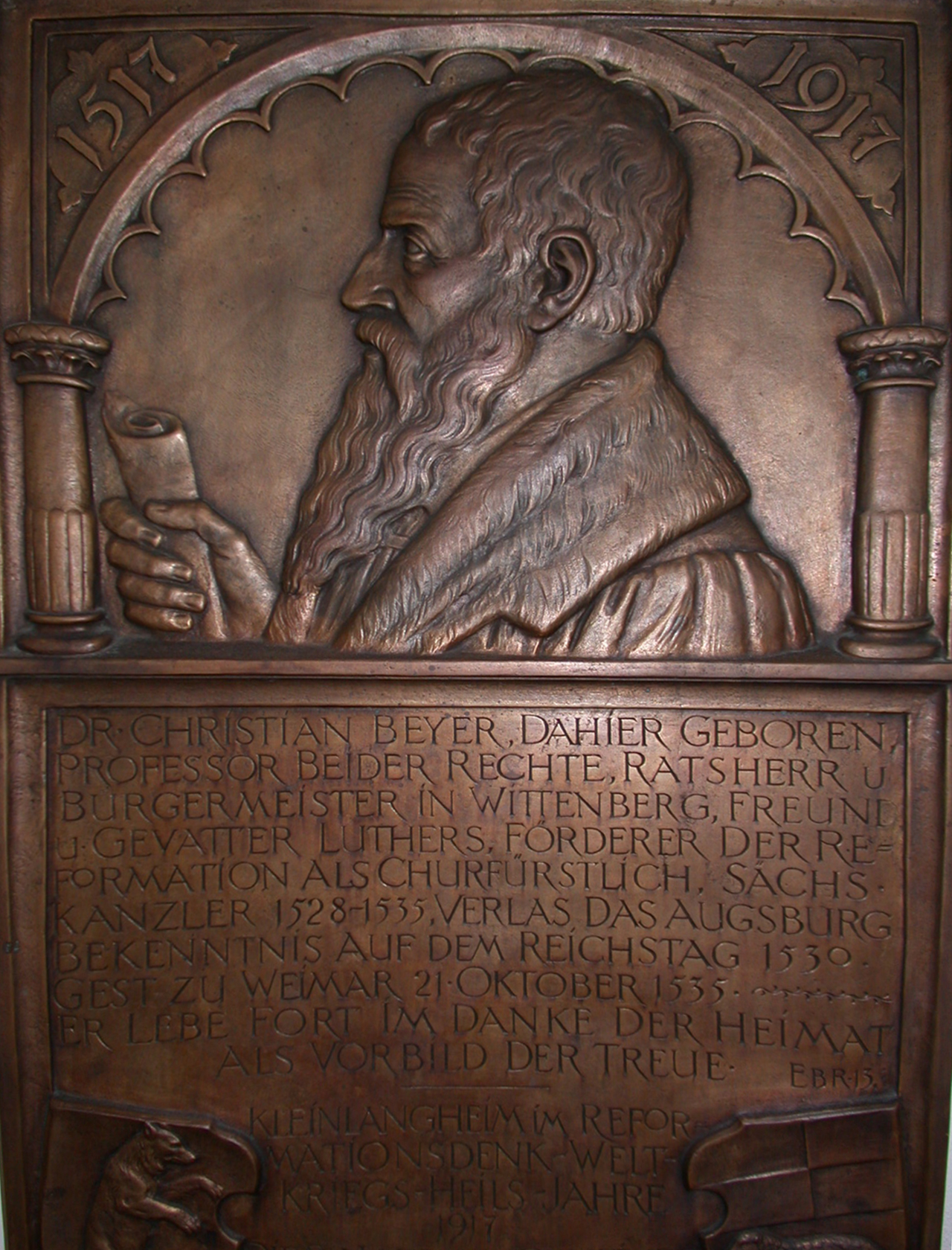